# فلورنس اند د مشین
فلورنس اند د مشین (فلورنس + د مشین، به انگلیسی: Florence + the Machine ,Florence and the Machine) یک گروه موسیقی ایندی راک متشکّل از فلورنس ولچ، ایزابلا «مشین» سامرز و جمعی از نوازندگان است. پیش از موفّقیّت در سطح وسیع‌تر، موسیقی این گروه مورد تحسین رسانه‌های مختلف واقع شد. به‌ویژه بی‌بی‌سی با ترویج آن در برنامهٔ «معرّفی بی‌بی‌سی» نقش مؤثّری در افزایش محبوبیّت گروه داشت.
اوّلین آلبوم گروه، ریه‌ها، در ۶ ژوئیهٔ ۲۰۰۹ منتشر شد و به مدّت ۵ هفته در جایگاه ۲ جدول آلبوم‌های بریتانیا جای داشت. این آلبوم پس از ۲۸ هفته حضور در این جدول، در ۱۷ ژانویهٔ ۲۰۱۰ به جایگاه نخست دست یافت. تا اکتبر ۲۰۱۰ به مدّت ۶۵ هفته، جزو ۴۰ آلبوم برتر بریتانیا بود، که در نهایت آن را به یکی از پرفروش‌ترین‌های سال ۲۰۰۹ و ۲۰۱۰ تبدیل کرد. دوّمین آلبوم استودیویی گروه، تشریفات، در اکتبر ۲۰۱۱ منتشر گردید و در همان ابتدا درصدر جدول انگلستان و رتبهٔ ۶ جدول آمریکا جای گرفت.
سبک موسیقی فلورنس اند د مشین، تلفیقی از سبک‌های مختلفی همچون راک و سول معرّفی می‌شود. «ریه‌ها» در جشنوارهٔ جوایز بریت ۲۰۱۰، «مسترکارت» را از آنِ خود کرد. گروه در ۵۳اُمین دورهٔ جوایز گرمی، در زمینهٔ «بهترین هنرمند تازه‌کار» نامزد شد. همچین اجراهایی در جشنوارهٔ جوایز موزیک ویدئوی ام‌تی‌وی ۲۰۱۰ و کنسرت جایزهٔ صلح نوبل ۲۰۱۰ داشت.

## سبک‌ها
این گروه سبک‌های مختلفی شامل ایندی راک، ایندی پاپ، باروک پاپ، چمبر پاپ، آرت راک، آرت پاپ، نئو سول و موسیقی فولکلور را تجربه کرده‌است.

## آلبوم‌شناسی
- ریه‌ها (۲۰۰۹)
- تشریفات (۲۰۱۱)
- چقدر بزرگ، چقدر آبی، چقدر زیبا (۲۰۱۵)
- های از هوپ (۲۰۱۸)
- تب رقص (۲۰۲۲)